# 霍季洛维奇农村居民点
霍季洛维奇农村居民点（俄语：Ходиловичское сельское поселение）是俄罗斯联邦布良斯克州茹科夫卡区所属的一个农村居民点。其下辖有15个居民点，行政中心为佩图霍夫卡。据2015年统计，该农村居民点的人口为1129人。